# Fédération française de hockey sur glace
Die Fédération française de hockey sur glace (kurz FFHG) ist der nationale Eishockeyverband Frankreichs. Er untersteht dem französischen Sportministerium und dem Nationalen Olympischen Komitee Frankreichs. Außerdem ist die Organisation Mitglied der Internationalen Eishockey-Föderation IIHF.
Dem Verband untersteht die französische Eishockeynationalmannschaft, die seit 1920 an internationalen Turnieren teilnimmt. Außerdem organisiert die Föderation die französischen Eishockeyligen, allen voran die Profiliga Ligue Magnus.

## Geschichte
Bis 2006 wurde das französische Eishockey zusammen mit zwölf anderen Disziplinen im nationalen Eissportverband, der Fédération française des sports de glace organisiert. Dieser Verband war einer der fünf Gründungsmitglieder der IIHF und gehörte der Organisation seit 1908 an. Im Rahmen der WM der Division I in Amiens wurde am 29. April 2006 die eigenständige Fédération française de hockey sur glace gegründet, die den nationalen Eissportverband als französischer Vertreter in der IIHF ablöste und sich nun gezielter um die Entwicklung des französischen Eishockeys kümmern soll.